# Platycoelia peruviana
Platycoelia peruviana är en skalbaggsart som beskrevs av Smith 2003. Platycoelia peruviana ingår i släktet Platycoelia och familjen Rutelidae. Inga underarter finns listade i Catalogue of Life.